# Condado de Villariezo
El condado de Villariezo es un título nobiliario español creado el 2 de marzo de 1659 por el rey Felipe IV a favor de Diego de Riaño y Gamboa.
Su denominación hace referencia al municipio de Villariezo, situado en la provincia de Burgos, comarca de Alfoz de Burgos.

## Condes de Villariezo

Escudo del municipio de Villariezo

|                        | Titular                                             | Periodo                |
| Creación por Felipe IV | Creación por Felipe IV                              | Creación por Felipe IV |
| ---------------------- | --------------------------------------------------- | ---------------------- |
| I                      | Diego de Riaño y Gamboa                             | 1659-1663              |
| II                     | Diego Luis de Riaño y Meneses                       | 1663-1669              |
| III                    | Antonio José de Riaño y Gaeta Gamboa y Meneses      | 1670-                  |
| IV                     | Ángel Francisco de Riaño y Arriaga                  | ? -1778                |
| V                      | Antonio José de Riaño y Orovio                      |                        |
| VI                     | Francisco María de Cañas y Riaño                    | 1778-1790              |
| VII                    | María Antonia de Riaño y Velázquez                  | 1790-1790              |
| VIII                   | Joaquín de Riaño y Orovio                           | 1790- ?                |
| IX                     | María de las Mercedes de Rojas y Tello              | ? -1836                |
| X                      | María de la Asunción Belvís de Moncada y Rojas      | 1836-1847              |
| XI                     | Manuel Jesús Ramírez de Haro y Belvís de Moncada    | 1847-1854              |
| XII                    | Fernando Manuel Ramírez de Haro y Belvís de Moncada | 1855-1893              |
| XIII                   | Fernando María Ramírez de Haro y Patiño             | 1893-1937              |
| XIV                    | José María Ramírez de Haro y Álvarez de Toledo      | 1937-1979              |
| XV                     | Ignacio Fernando Ramírez de Haro y Pérez de Guzmán  | 1980-2006              |
| XVI                    | Álvaro Ramírez de Haro y Aguirre                    | 2006-actual titular    |

## Historia de los condes de Villariezo

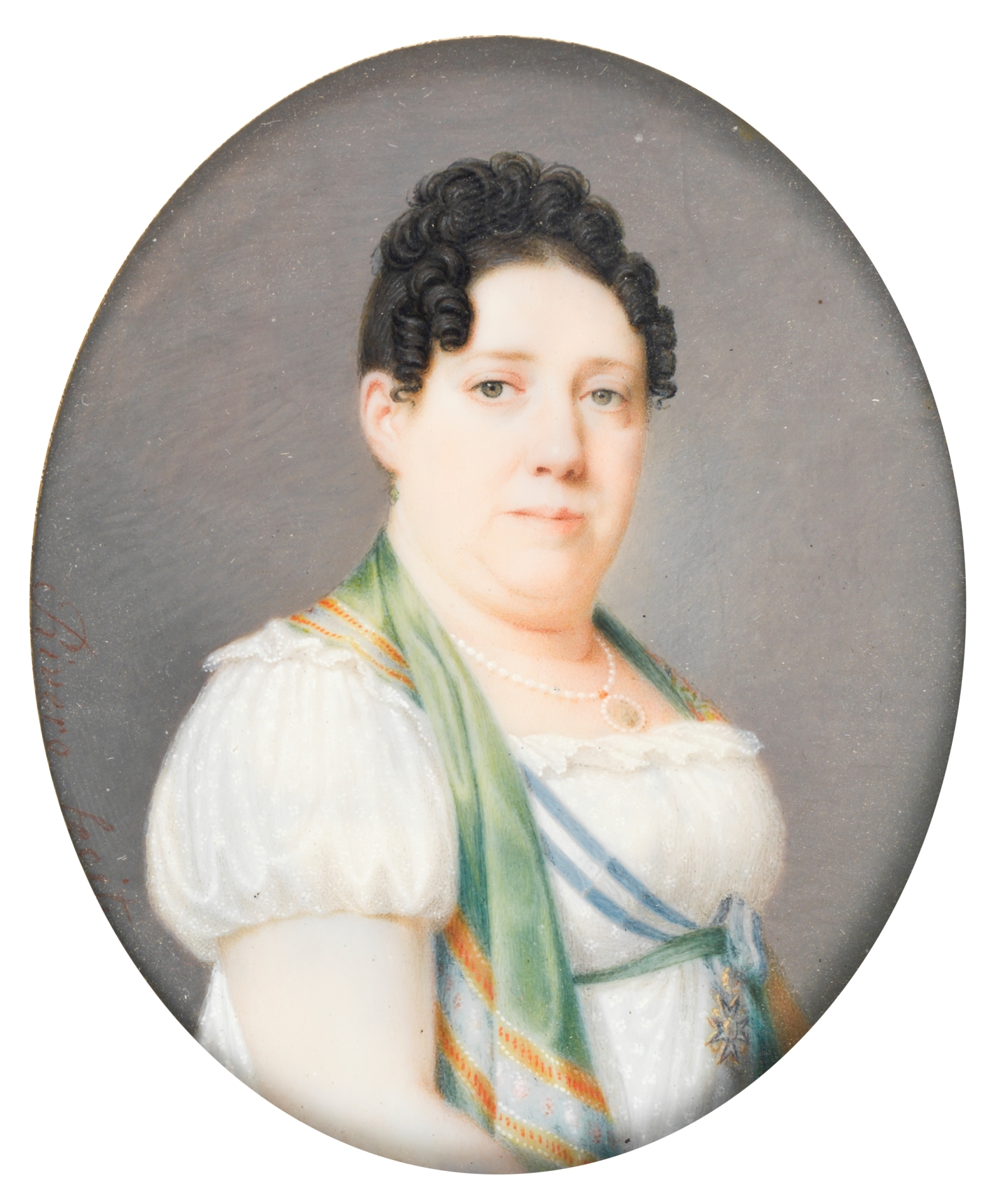
Retrato de Mercedes de Rojas y Tello, IX condesa de Villariezo (c. 1819), por José Alonso del Rivero (Museo del Prado).

- Diego de Riaño y Gamboa, I conde de Villariezo, arcediano de Cuenca, presidente del Consejo de Castilla y comisario general de la Santa Cruzada. Era hijo de Diego de Riaño —hijo de Francisco Riaño Lantadilla, regidor de Burgos, y Magdalena Mazuelo—,[2] y de Magdalena de Gamboa y Avendaño.[3]

Le sucedió su sobrino, el hijo de su hermano Francisco de Riaño y Gamboa, caballero de la Orden de Santiago y gobernador de La Habana, y de María de Meneses y Guzmán:
- Diego Luis de Riaño y Meneses (Burgos, ca. 1613-Madrid, 1669), II conde de Villariezo, caballero de la Orden de Santiago (1651), regidor de la ciudad de Burgos y procurador de dicha ciudad (1656).

Casó con María Magdalena Ruiz de Gaceta y Gutiérrez de Ayala. Le sucedió su hijo:
- Antonio José de Riaño y Gaceta (baut. Madrid, 6 de noviembre de 1656-¿?), III conde de Villariezo.[6][5]

Casó en primeras nupcias el 8 de diciembre de 1673 con Mariana de la Cerda y Brizuela y en segundas con María Jacinta Arriaga y San Martín. Le sucedió su hijo del segundo matrimonio:
- Ángel Francisco de Riaño y Arriaga (1702-1778), IV conde de Villariezo.[2]

Casó con Juana de Orovio y Bravo de Mendoza. Le sucedió su hijo:
- Antonio José de Riaño y Orovio, V conde de Villariezo.[2] Contrajo matrimonio con María Antonia Velázquez.[2]

Le sucedió su nieto, hijo de su hija María del Rosario de Riaño y Velázquez de Lara que había casado con Vicente María de Cañas y Portocarrero (1749-1824),  VI duque del Parque, V príncipe della Sala di Partinico, IX marqués de Vallecerrato, IV marqués de Castrillo, IV conde de Belmonte de Tajo, III marqués de Villavieja:
- Francisco María de Cañas y Riaño (1772-1790), VI conde de Villariezo.

Le sucedió una hermana de su padre, por tanto su tía carnal:
- María Antonia de Riaño y Velázquez (m. 1790), VII condesa de Villariezo.

Le sucedió un hermano del V conde, por tanto su tío:
- Joaquín de Riaño y Orovio, VIII conde de Villariezo.

Le sucedió una bisnieta del IV conde:
- María de las Mercedes de Rojas y Tello (1774-Toledo, 18 de marzo de 1836), IX condesa de Villariezo, IV marquesa de Villanueva de Duero,[7] hija de José de Rojas y del Hierro, marqués de Villanueva del Duero, caballero de la Orden de Calatrava, y Eusebia Tello y Riaño.[7]

Contrajo matrimonio el 18 de agosto de 1795, en Madrid, con Valentín Belvís de Moncada y Pizarro, hijo de Pascual Benito Belvís de Moncada, VIII marqués de Villamayor de las Ibernias, II marqués de Bélgida, y VI marqués de Benavites, y Florencia Pizarro Piccolomini de Aragón, VII marquesa de Adeje, marquesa de San Juan de Piedras Albas y condesa de la Gomera. Le sucedió su hija:
- María de la Asunción Belvís de Moncada y Rojas (4 de julio de 1796-29 de noviembre de 1847),[7] X condesa de Villariezo, V marquesa de Villanueva de Duero.

Casó el 24 de septiembre de 1814, en Madrid, con José Ramírez de Haro y Ramírez de Arellano (6 de noviembre de 1791-18 de marzo de 1834), IX conde de Murillo, X conde de Bornos, conde de Montenuevo de Río Leza, (luego de Montenuevo), hijo de Joaquín Ramírez de Haro y Astord y de Josefa Ramírez de Arellano y Olivares.  Le sucedió su hijo:
- Manuel Jesús Ramírez de Haro y Belvís de Moncada (5 de agosto de 1822-26 de mayo de 1854),[12] XI conde de Villariezo, XI conde de Bornos,[10] VI marqués de Villanueva de Duero.

Casó el 7 de febrero de 1848 con María de la Asunción Crespí de Valldaura y Caro. Le sucedió su hermano:
- Fernando Manuel Ramírez de Haro y Belvís de Moncada (Madrid, 13 de noviembre de 1831-ibíd. 18 de febrero de 1893),[13] XII conde de Villariezo.

Casó en primeras nupcias el 30 de mayo de 1855 con María del Patrocinio Patiño y Osorio (m. Madrid, 24 de diciembre de 1874), hija de Luis Patiño y Ramírez de Arellano, V marqués de Castelar, VI marqués de la Sierra, X conde de Guaro, y conde de Belveder, grande de España, y de María del Patrocinio Osorio y Sáyas-Spínola.  Le sucedió su hijo:
- Fernando María Ramírez de Haro y Patiño (27 de abril de 1856-17 de febrero de 1937), XIII conde de Villariezo, VIII marqués de Villanueva de Duero, XIII conde de Bornos, XI conde de Murillo, X conde de Montenuevo, XII conde de Peñarrubias.[13]

Casó con Inés Álvarez de Toledo Caro (12 de marzo de 1857-31 de diciembre de 1937), I marquesa de Cazaza en África, hija de José Joaquín Álvarez de Toledo y Silva, XVI marqués de Cazaza y XVIII duque de Medina Sidonia, y de Rosalía Caro y Caro, de la casa condal de Catalbuturu. Le sucedió su hijo:
- José María Ramírez de Haro y Álvarez de Toledo (28 de abril de 1887-1979), XIV conde de Villariezo.[15][16]

Le sucedió su sobrino, hijo de su hermano Fernando Ramírez de Haro y Álvarez de Toledo, II marqués de Cazaza en África, XIV conde de Bornos, XIII conde de Murillo, XI conde de Montenuevo y XIII conde de Peñarrubias, y de María de los Dolores Pérez de Guzmán y Sanjuán, marquesa de Sofraga:
- Ignacio Fernando Ramírez de Haro y Pérez de Guzmán (1918-24 de octubre de 2010),[10] XV conde de Villariezo,[17] IX marqués de Villanueva de Duero, XIV conde de Murillo,[9] XV conde de Bornos,[10] III marqués de Cazaza en África.

Contrajo matrimonio el 28 de abril de 1947 con Beatriz Valdés y Osores. Cedió el título a su nieto, hijo de Fernando Ramírez de Haro y Valdés, XVI conde de Bornos, XV conde de Murillo, y de Esperanza Aguirre:
- Álvaro Ramírez de Haro y Aguirre (n. en 1980), XVI conde de Villariezo.[19]